# توکیتای
توکّیتای (به ژاپنی: 特警隊 Tokkeitai)، مخفف 特別警察隊, Tokubetsu Keisatsutai, «سپاه ویژه پلیس» نوعی پلیس مخفی یا پلیس نظامی نیروی دریایی امپراتوری ژاپن، معادل کنپیتای در نیروی زمینی امپراتوری ژاپن بود.